# レスリー・アン・ジョーンズ
レスリー・アン・ジョーンズ (Leslie Ann Jones) は、アメリカ合衆国のレコーディング・エンジニア。複数のグラミー賞受賞歴がある。ルーカスフィルムのスカイウォーカー・サウンドの音楽レコーディングのディレクター。グラミー賞を運営するナショナル・アカデミー・オブ・レコーディング・アーツ・アンド・サイエンス運営委員会の元議長。父親はドラマー、パーカショニストでバンドリーダーのスパイク・ジョーンズ。母親はその妻で歌手のヘレン・グレイコ。

## 生い立ち
幼少期から音楽シーンに興味を抱き、父親を通して多くの音楽ジャンルに接した。父親のバンドで歌っていた母親のヘレン・グレイコの影響から、メル・トーメ、フランク・シナトラ、バーブラ・ストライサンドなどのボーカリストを好んだ。シルバートーンのエレクトリック・ギターを買い与えられ、14歳からバンドで演奏を始めた。ガールズ・バンドのギタリスト兼バックグラウンド・ボーカルとしてヒット曲のトップ40を演奏する傍ら、他のバンドの編曲を手がけたり、自らPAシステムを組み立てた。1974年にはファニーの世界ツアーでローディー兼ライブ・サウンド・ミキサーを務めた。また、バンド用にタスカムの½" 4トラック・テープ・マシンにレコーディングできる地下レコーディング設備を作った。バンド・プロデューサーになり、第二のピーター・アッシャーとなることを夢見ていた。最も好む音楽はビッグバンドである。

## 経歴
エンジニアとしての最初の仕事は、ABCスタジオのプロダクション・エンジニアとして録音作品の複製作業にあたることであった。ロイ・ハリー、レジー・・ドージャー、バーニー・パークンスの元でアシスタント・エンジニアとして数年間指導を受けたのち、1977年にジョン・メイオールのライブ・アルバム『ロッツ・オブ・ピープル』のリード・エンジニアとして抜擢された。
1978年にカリフォルニア州サンフランシスコ北部に移り、当時最先端のデジタル・オーディオ・レコーディング・システムの1つであるオートメーション・ミキシングなどを備えることで知られたスタジオ「ジ・オートマット」で働き始める。ここでは『地獄の黙示録』サウンドトラックのほか、ハービー・ハンコックやカルロス・サンタナのレコーディングに携わり、フレッド・カテロとデイヴィッド・ラビンソンに師事した。ほかにもメイズ、コン・ファンク・シャン、ホリー・ニア、アンジェラ・ボフィルのアルバムをレコーディングした。
オートマットは1984年に閉鎖となり、ジョーンズは3年間フリーランスとなった。ウィンダム・ヒル・レコードのセッション作品のレコーディングのほか、オリヴィア・レコードの最後の数年の作品でエンジニアリングを手がけた。
1987年にロサンゼルスに戻り、キャピトル・レコードで働き始める。ここでは10年間在籍し、ローズマリー・クルーニー、マイケル・ファインスタインなどの、ジャズの名盤やボーカルもの、クラシック作品などのレコーディングで評判を上げた。一方で映画やテレビ向けの音楽も引き続き手がけた。
1997年から現在までスカイウォーカー・サウンドの音楽レコーディングのディレクターとして働き、オーケストラのレコーディング、映画や映像作品のミキシング、音楽アルバムのプロデュースなどを手がけている。